# Obscenity Trial
Obscenity Trial ist eine deutsche Synthie-Pop-Band.

## Geschichte

### Gründung 1993–1998
Schon während der Schulzeit entdeckte der damals noch im Ruhrgebiet lebende Gründervater Oliver Wand seine Liebe zum Gesang. Im April 1993 rief er zusammen mit zwei Freunden die Band Obscenity Trial ins Leben, was so viel wie „unanständiger Versuch“ bedeutet.
Nach ersten Proben und dem Schreiben erster eigener Songs folgten im Herbst 1993 erste Live-Auftritte. Ein erster Meilenstein der Bandgeschichte war der erste Auftritt in der ausverkauften Biskuithalle bei Bonn im Oktober 1994 vor 2000 Besuchern. Aufgrund des Erfolges wurde die Veranstaltung im März 1995 wiederholt. Bis dahin hatte die Band auch ihr erstes Demo-Tape fertiggestellt.
Im November 1995 bekam das Trio hinter dem Kürzel O.T. die Chance, mit The Fair Sex im X-Floor, Münster aufzutreten. Wie bereits zuvor in Bonn begeisterte Obscenity Trial das Publikum auch hier, dass sie im April 1996 erneut im X-Floor auftreten sollten – diesmal im Vorprogramm von Suicide Commando und mit der eigenproduzierten CD Intoxication. Diesem Konzert im X-Floor folgten im April 1996 noch weitere Auftritte auf Festivals, unter anderem „Neue Zeit“ in Schwedt.
Zwischen November 1995 und April 1996 gab es zudem noch weitere Konzerte in Zöblitz mit Tyske Ludder sowie erneut in der Biskuithalle Bonn mit Die Maschine.
Im Jahre 1996 berichtete die Presse positiv über Obscenity Trial und ein weiterer Meilenstein der Bandgeschichte wurde vermerkt, als der bis dahin größte Erfolg der Band abseits der Bühne erzielt wurde: die Aufnahme in die Mailorderliste von Underground Records (USA) im November 1996.
1998 löste sich Obscenity Trial aufgrund persönlicher und beruflicher Entwicklungen auf.

### 1998–2005
Der im Rheinland lebende Oliver Wand entschied sich danach für ein privates Gesangsstudium bei Dipl.-Opernsänger Anno Lauten in Köln und war bis 2005 mit verschiedenen Projekten und Programmen auf den kleinen und großen Bühnen Deutschlands unterwegs. Er wirkte als Solist bei verschiedenen Gala-Bands sowie wechselnden Show- und Musikproduktionen mit.
2005 wurde Oliver Mitglied im Ensemble der „Kölner Musical Company“ und wurde in der Musical-Eigenproduktion Großes Theater! zwischen März 2006 und Mai 2006 als männliche Hauptrolle besetzt.
Bereits Ende 2004 entschied sich Oliver trotz des privaten Erfolges sich wieder der elektronischen Musik zu widmen und er verhalf Obscenity Trial zu neuem Leben.
Im Sommer 2005 hörte Torben Schmidt (Infacted Recordings) das erste Mal eine Rohfassung eines der neuen Songs (Silence) und wurde auf Obscenity Trial aufmerksam.
Im Herbst 2005 entscheidet sich Oliver, das Album von Olaf Wollschläger produzieren zu lassen, der sich nicht zuletzt durch seine Arbeit als Produzent von Bands wie Melotron, In Strict Confidence, Seabound und Vorsprung durch Technik einen Namen gemacht hat. Das Ergebnis dieser Zusammenarbeit mit Olaf Wollschläger ist auf dem Album Here And Now bei Infacted Recordings/Soulfood zu hören, welches am 18. August 2006 auf den Markt kam.

### 2006
Der August 2006 wurde mit Mark Feuerstake, der für seine Produktionen mit mehreren goldenen und Platin-Schallplatten ausgezeichnet wurde, das Musikvideo zum namensgebenden Track Here And Now in Form eines Roadmovies im mittleren Westen der USA produziert. Zeitgleich begann der Fernsehsender ProSieben den Song sowohl im Sendebetrieb, als auch auf der Website des Senders zu präsentieren und richtete zusätzlich noch ein Gewinnspiel passend zur Kampagne aus. Zudem war das Lied schon vor der eigentlichen Veröffentlichung auf der Beileger-CD/DVD des Computerspielemagazins Game Star zu finden.
Ein neues Kapitel der Live-Ära von Obscenity Trial wurde auf dem Schandmaul-Fantreffen eingeläutet, nachdem sie zuvor als Vorgruppe von Clan of Xymox und für And One auf der „Bodypop Tour“ auftraten.
Im November 2006 wurde Obscenity Trial in Duisburg mit dem „Deutschen Rock Pop Preis“ in der Kategorie „Bestes Popalbum“ ausgezeichnet. Es folgten weitere Nominierungen für das Erfolgsalbum wie der Top-10-Rang in den Jahrescharts von depechemode.de oder auch der Beitrag zur Samplerreihe „Advanced Electronics“.

### 2007
2007 veröffentlicht Obscenity Trial die „Daydream EP“, die etliche Radio- und TV-Rotationen erreicht und von PRO7.DE, MySpace, Yahoo!Music und Napster präsentiert wird. Unter anderem findet sich auf der „Daydream EP“ die Pop-Ballade „Book of Love“, die von Dirk Riegner geschrieben wurde (u. a. Produzent von Peter Heppner, Xandria sowie Remixer für Guano Apes, HIM, Oomph! und vielen mehr).

### 2008
Nur ein Jahr später wird auf dem Label Major Records (u. a. X-Perience, IAMX) das neue Studioalbum „That Night“ veröffentlicht. Dieses wird auch erstmals in Japan, Schweden und Spanien veröffentlicht.
Im Herbst 2008 spielt Obscenity Trial ihre erste USA-Tournee, welche sie in sechs Wochen durch 20 Städte führt.

### 2009
2009 produzieren Obscenity Trial mit Söhne-Mannheims-Sänger Tino Oac ihre neuen Singles „Über's Wasser Gehen“ und „Glück Auf“, welche von Robin Grubert (u. a. Songwriter für Martin Kesici, Sasha, Christina Stürmer) geschrieben wurden. Im Oktober 2009 erscheint das neue Studio-Album „Soulstrip“ auf dem eigenen Label remote music/SONY MUSIC.

## Diskografie

### Alben
- Intoxication – 8-Track-CD (Demo-CD/Eigenvertrieb, 1996)
- Here And Now – CD Album bei Infacted Recordings/Soulfood (VÖ 18. August 2006)
- O Little Town Of Bethlehem – exklusiver MP3-Online-Release (Dezember 2006)
- That Night – CD Album bei Major Records/Alive (VÖ 16. Mai 2008)
- Soulstrip – CD Album bei SMD NEO-SD (VÖ 16. Oktober 2009)

### EPs
- Daydream EP – EP bei Infacted Recordings/Soulfood (VÖ: 27. April 2007)
- Über's Wasser Gehen – EP bei remote / SONY MUSIC (VÖ: 3. Juli 2009)
- Glück Auf – EP bei remote / SONY MUSIC (VÖ: 11. September 2009)

### Remixe
- Wings Of Steel – Remix für Collide (2004)
- Hexenjagd – Remix für Tyske Ludder (2006)
- A Generation Of The Lost – Remix für Frozen Plasma (2006)
- Electric – Remix für Eden, exklusiv veröffentlicht auf elektrisch!2-Sampler (2006)
- Loose Your Fears – Remix für Suicidal Romance (2007)

### Samplerbeiträge
- Intoxication – Sampler: The Next Music Generation (Calyx Records, 1995)
- Hatred – Sampler: Electrope Vol. III „Back to the Routes“ (Electrope, 1995)
- Here And Now – Sampler: INFACTED3 (Infacted Recordings/Soulfood, 2006)
- Here And Now – Sampler: SONIC SEDUCER CD 09/2006
- Here And Now – Sampler: Orkus Compilation 22 (09/2006)
- Here And Now – Gamestar XL-DVD (Ausgabe 10/2006)
- Here And Now – Gothic Compilation Part XXXIV
- Here And Now VIDEOCLIP – Advanced Electronics Vol. 5 (12/2006)
- Here And Now (SYRIAN REMIX) – Sampler: elektrisch!2 (01/2007)
- Here And Now (DRP REMIX) – Sampler: Electrolounge Vol. 1 (01/2007)
- All That's Left – SONIC SEDUCER CD (03/2007)
- Here And Now VIDEOCLIP – Cold Hands Seduction Vol. 70 DVD (05/2007)
- Here And Now – Infact Your Mind (Cop Int. / USA Compilation)
- Daydream VIDEOCLIP – Zillo Jahresrückblick DVD 2007 (12/2007)

## Coverversionen
- The White Stripes – Seven Nation Army